# Richard Cholmeley
Sir Richard Cholmeley ou Sir Richard Cholmondeley (c. 1460 - 1521) foi um agricultor e soldado inglês, que serviu como tenente da Torre de Londres, de 1513 a 1520, durante o reinado de Henrique VIII de Inglaterra. Cholmeley é lembrado por causa do seu túmulo na Torre de Londres e por ele ser uma personagem ficcional da ópera cómica de Gilbert e Sullivan, The Yeomen of the Guard. Cholmeley é freqüentemente grafado incorretamente como Cholmondeley, que é o nome de outro ramo da sua família. 
Cavaleiro em 1497 pelo valor no campo de batalha contra os escoceses, Cholmeley continuou a servir como soldado até 1513, sendo-lhe confiado muitos cargos de responsabilidade pela segurança de castelos e fortificações na Inglaterra. Ele foi bem sucedido como agricultor e astuto investidor de terrenos, aumentando muito a riqueza da sua família. Como tenente da Torre de Londres, ele chamou a crítica para a sua reacção aos motins do Evil May Day de 1517, quando ele ordenou a queima de alguma artilharia da Torre durante os motins. Ele também foi responsável pela reconstrução da Capela Real de São Pedro ad Vincula, na Torre. O seu filho ilegítimo, Roger Cholmeley, tornou-se Chefe da Justiça do King's Bench.